# Domingo Franulović
Domingo Franulović (Sao Paolo, 29. listopada 1936.), bivši je hrvatsko-brazilski nogometaš, vratar RNK Splita.

## Klupska karijera
Kao talentiranog vratara uočava ga legendarni barba Luka Kaliterna. Prošavši Splitovu juniorsku školu, za seniore počinje braniti u sezoni 1956./57. na utakmici protiv Šibenika. U narednoj prvoligaškoj sezoni vrata Splita branio je 7 puta. 
Nezadovoljan statusom, po završetku jesenskog dijela prvenstva - u prosincu 1957. godine - odlazi u Brazil. Branio je za više poznatih brazilskih klubova Portuguesa, Santos, Palmeiras iz São Paula, te najviše za Bragantino iz Sao Paola. 
U dvije prvoligaške Splitove sezone branio je na 10 utakmica.
Dobivši poziv od RNK Splita vraća se u matični klub i ponovno brani nekoliko utakmica u sezoni 1960./61.

## Vanjske poveznice
- Milorad Bibić, Zdenko Vukasović Ševa kod Mosora: Spašavao je Ševa Splita i Hajduka/ Moj dragi Mingo, Slobodna Dalmacija, 27. kolovoza 2011.
- Blaž Duplančić, Franulović: Pele me zamijenio na golu, a Djalma Santos je častio svakoga tko mi zabije, Dalmacija News, 19. svibnja 2014.